# 陳勝長
陳勝長（1946年—），生於英屬香港，籍貫浙江上虞，香港教育工作者，香港中文大學中文系退休教授，文史學者。

## 生平
陳勝長2006年自香港中文大學中國語言及文學系退休，退休前為中大中文系教授。陳勝長中學時就讀於聖保羅男女中學，後升讀香港中文大學新亞書院中文系，獲學士學位後，再獲授文學碩士學位，師隨潘重規先生，碩士論文為〈說文段注牴牾考〉。
據1967年出版之《新亞生活》所述，陳勝長獲中文系保送至美國哈佛大學讀研究院，獲授文學碩士學位。回港後任香港中文大學中文系講師、高級講師、教授，直至退休。任教文字學導論、孟子、陶潛詩、現代作家研究等科目。
陳勝長教授治學，擅長以諧隱角度探究古代文獻。〈《說文》所說字義或非本義考辨並論所謂「微辭」問題〉一文便指出，《說文》某些字義非本義，並非許慎的無心之失，而是諷刺領導階層的微言。

## 著作
- 1990　托洛茨基的文藝理論對魯迅的影響
- 1991　讀戴震《屈原賦注》──兼論湖田草堂藏「初稿」殘本與《經附錄》之真偽問題
- 1995　考證與反思──從《周官》到魯迅
- 1998　從周氏兄弟作品研究看文學的認知與評價問題
- 2000　「五十自壽」詩與《兩地書》──周氏兄弟詩文互證發覆
- 2001　絹本《孝女曹娥碑》墨跡考辨(節錄)
- 2002　《說文》所說字義或非本義考辨並論所謂「微辭」問題
- 2003　孟子在辯論中運用譬喻的方法探論（譯作）

（資料來源：https://web.archive.org/web/20100205195424/http://dspace.lib.cuhk.edu.hk/）

## 评论
在《孝女曹娥碑》的真伪问题上，陈胜长曾經不同意启功对历代相传的《孝女曹娥碑》殊非王羲之真迹的判定，于是撰〈绢本《孝女曹娥碑》墨迹考辨〉与启功辩论，惟启功以其独特的研究方法与深厚学养，著《论书绝句》《古代字体论稿》《论书札记》等书，对陈胜长的立论作出有力反驳，并深责陈氏之说乃“一派胡言”，终使《孝女曹娥碑》的真伪得以辨明。

## 外部連結
1. ↑   (PDF). 香港中文大學新亞書院. 1995年11月15日. （原始内容存档 (PDF)于2021）.
2. ↑  老秋. . 中国书画网.   [2021-01-07]. （原始内容存档于2021-01-09）.